# Matthew Hall (écrivain)
Pour les articles homonymes, voir Matthew Hall (homonymie) et Hall.
Matthew Hall, né le 1er mai 1967 à Londres, en Angleterre, est un écrivain et un scénariste britannique, auteur de roman policier. Il est parfois crédité comme M. R. Hall

## Biographie
Il fait des études à la Hereford Cathedral School (en) et, de 1985 à 1988, au Worcester College de l'Université d'Oxford. En 1990, il est call to the bar (en) et exerce la fonction de barrister pendant quelques années. Depuis 1995, il se consacre à l'écriture.
En 1991, il signe de son patronyme, Matthew Hall, son premier scénario pour la télévision. Il écrit ensuite de nombreux épisodes pour un grand nombre de séries télévisées, notamment La Malédiction de Collinwood (Dark Shadows), Kavanagh QC, Wing and a Prayer, Inspecteurs associés (Dalziel and Pascoe), Holby City, New Street Law (en) et Casualty.
En 2009, il publie son premier roman, The Coroner. C'est le premier volume d'une série consacrée à Jenny Cooper, un coroner exerçant dans le Gloucestershire qui est spécialiste en droit de la famille. Pour deux des romans de cette série, il est finaliste du Gold Dagger Award : en 2009 pour The Coroner et en 2012 pour The Flight.
En 2017, il a créé et écrit la série télévisée Keeping Faith, produite par Vox Pictures pour la BBC Wales et la S4C,,.

## Œuvre

### Romans

#### SérieJenny Cooper
- The Coroner (2009)
- The Disappeared (2009)
- The Redeemed (2011)
- The Flight (2012)
- The Innocent (2012)
- The Chosen Dead (2013)
- The Burning (2014)
- The Last Post (2016)

## Prix et distinctions

### Nominations
- Gold Dagger Award 2009 pour The Coroner[4]
- Gold Dagger Award 2012 pour The Flight[4]